# Jukka krótkolistna
Jukka krótkolistna (Yucca brevifolia Engelm.), nazywana także drzewem Jozuego (Joshua tree) – gatunek roślin należących do rodziny szparagowatych. Występuje głównie w Ameryce Północnej w Stanach Zjednoczonych (stany: Arizona, Nevada, Kalifornia, Utah). Jest największym przedstawicielem rodziny agawowych na świecie i jednym z największych z rodziny szparagowatych (obok draceny smoczej i kordyliny australijskiej).

## Morfologia
PokrójRośliny dorastające nawet do 12 metrów wysokości i 3,5 m w obwodzie. Yucca brevifolia nie jest prawdziwym "drzewem", gdyż nie posiada, specyficznych dla każdego drzewa pierścieni wzrostu. Trudne też jest właściwe określenie ich wieku, choć ich żywotność określa się na około 900 lat. Tak długi okres życia jest spowodowany bardzo powolnym wzrostem, wynoszącym od 1 do 7 cm rocznie. Jest byliną.
ŁodygaPowyginane pędy.
LiścieNiebywale ostre i kłujące.

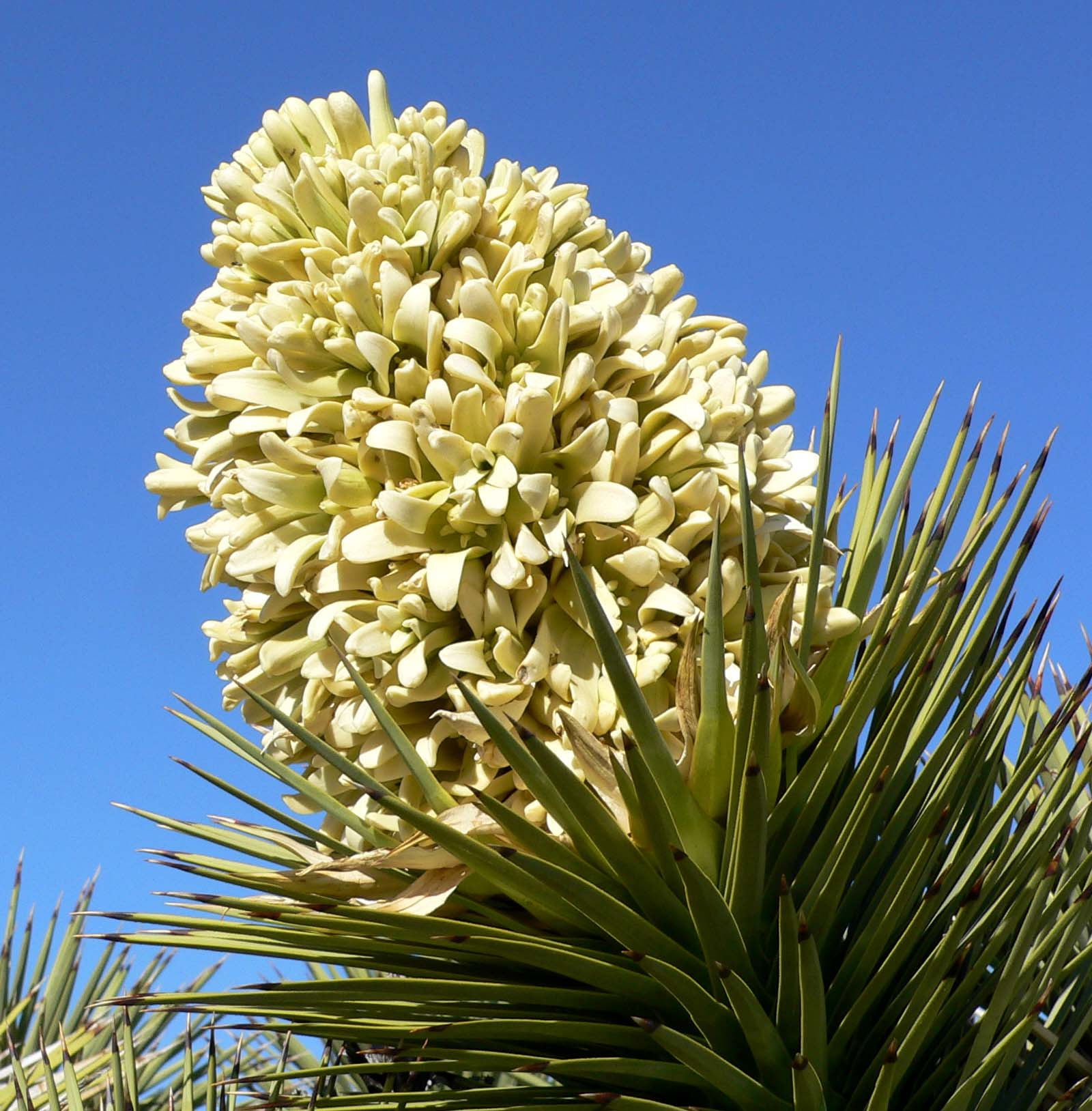
Kwiatostan
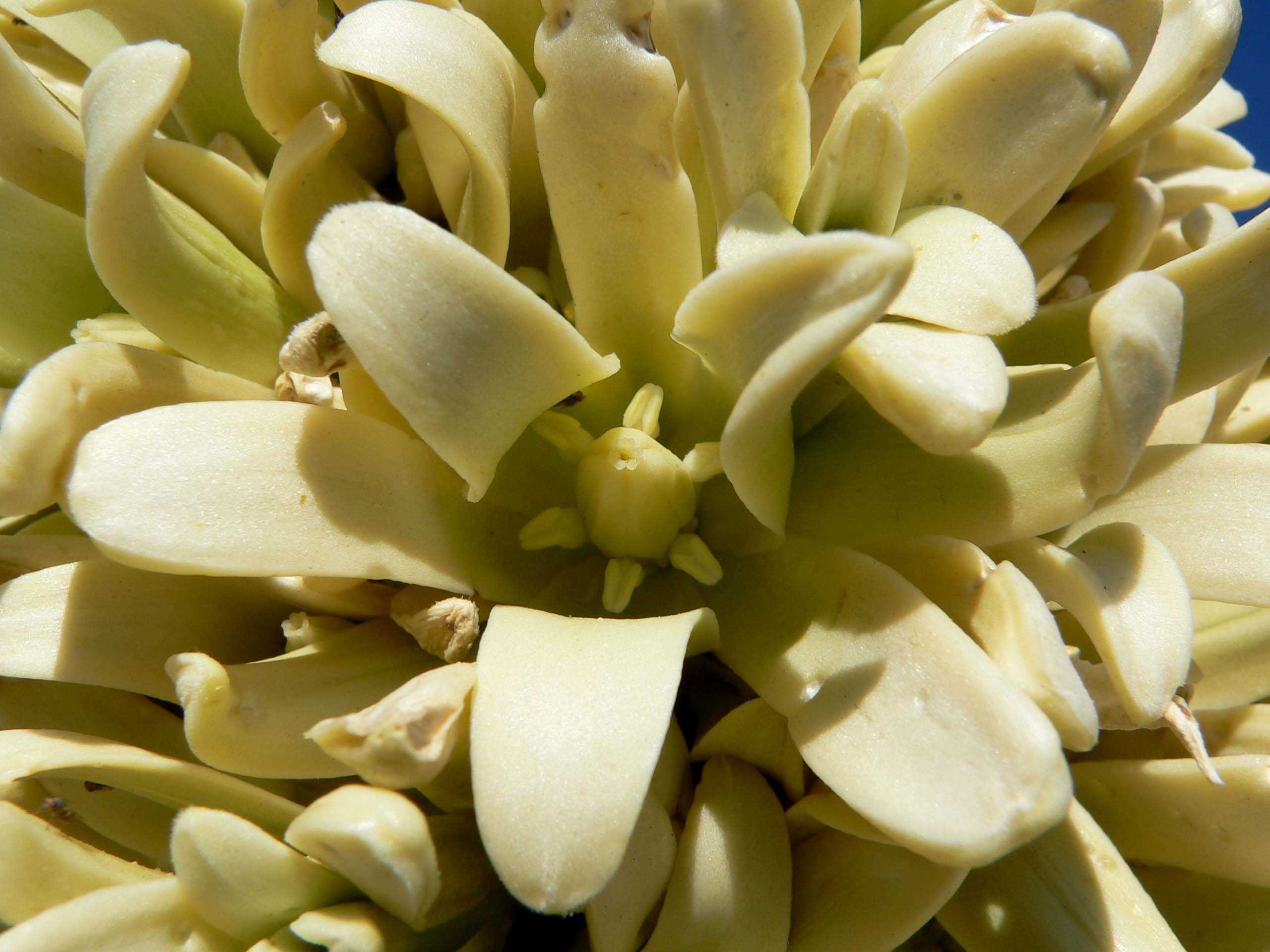
Kwiat
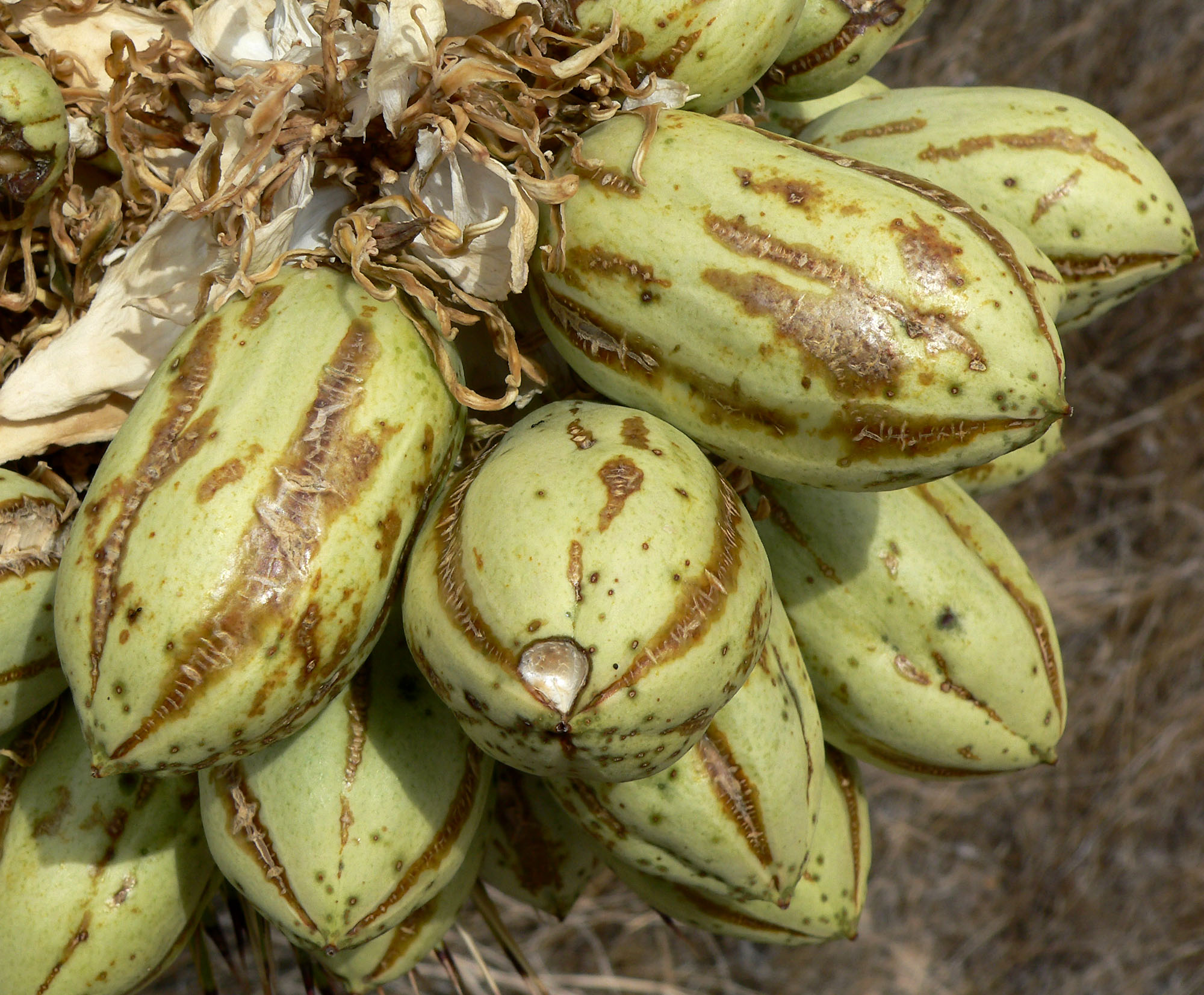
Owoce

## Ekologia

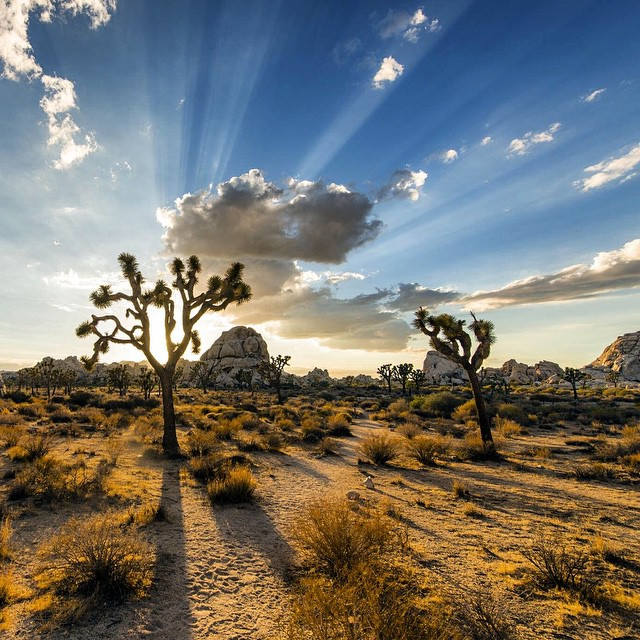
Krajobraz z jukką

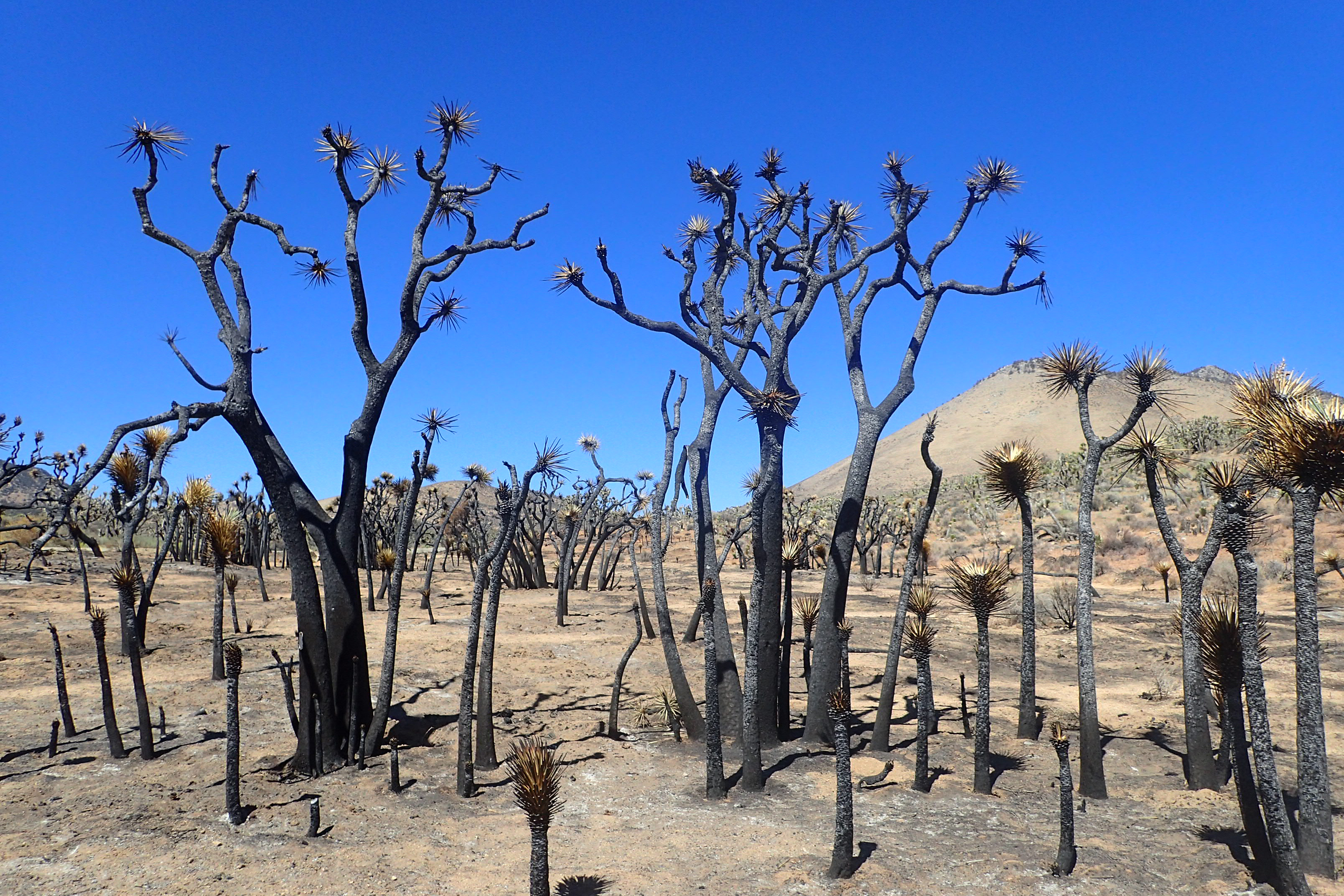
Skupisko jukk po pożarze

Głównymi miejscami występowania są południowo-zachodnie tereny Stanów Zjednoczonych, w szczególności pustynia Mojave w Kalifornii (Joshua Tree National Park) i otaczający ją obszar, jak również w częściach Arizony (Joshua Forest Parkway), Nevady i południowo-zachodniej części Utah. Jukka krótkolistna upodobała sobie tereny równinne, zbocza i płaskowzgórza znajdujące się na wysokościach od 600 do 1800 m n.p.m.

## Zmienność
Wyróżnia się dwa podgatunki drzewa Jozuego: Yucca brevifolia herbetti (John Herbert Webber, 1942) oraz Yucca brevifolia jaegeriana (Edmund Jaeger, 1935). Ten pierwszy występuje głównie w zachodniej i południowej części Pustyni Mojave, jest większy i ma stosunkowo dłuższe liście, tworzące odgałęzienia tylko podczas kwitnięcia. Natomiast drugi występuje we wschodniej części tejże pustyni, jest mniejszy, co widać również po mniejszych lecz gęstszych liściach, które mogą tworzyć odgałęzienia już przed pierwszym kwitnięciem.

## Cykl rozwojowy
Przez pierwszych kilka dekad życia, roślina rośnie jako pionowa łodyga bez jakichkolwiek gałęzi. Po osiągnięciu 1,5 do 3 m wysokości pojawiają się pierwsze kwiaty. Dojrzałe rośliny produkują białe (żółtozielone) kwiaty z nieprzyjemną ochrą, które wydzielają słodki zapach przypominający aromat orzecha kokosowego. Od tego momentu drzewo przechodzi drugi etap swojego rozwoju. Po przekwitnięciu kwiaty odpadają, zostawiając długie łodygi z wysuszoną powłoką na końcu. Nowe liście rosną pod tą właśnie martwą częścią, a nowa gałąź zaczyna wzrost w innym kierunku, aż do momentu kolejnego przekwitania, gdy kierunek znowu się zmienia.
W procesie rozmnażania, który odbywa się na przełomie marca i maja, drzewa Jozuego (jak i wiele innych jukk) weszło w specyficzną symbiozę z gatunkiem ćmy Tegeticula yuccasella (syn. Pronuba yuccasella). Ćmy te jako jedyne rozwinęły specjalistyczne organy, dzięki którym mogą składać swoje jajeczka w jajnikach kwiatowych tych roślin, jednocześnie przyczyniając się do transportu pyłku z jednego kwiatu na inne. Natomiast po wylęgu młodych larw żywią się one nasionami jukki.
Kiełkowanie następuje i jest związane z obfitymi zimowymi opadami atmosferycznymi, po których pojawiają się migdałowe, zielono-brązowe owoce. Spadają one późną wiosną, wkrótce po dojrzeniu, ujawniając wiele płaskich nasion.

## Ochrona
Pierwszym mormońskim osadnikom przybyłym do stanu Utah przypominały wzniesione ku niebu ręce modlącego się proroka, stąd nazwa drzewa Jozuego. Gatunek ten stał się symbolem pustyni Mohave w południowej Kalifornii i znajduje się tam pod ścisłą ochroną.